# St. Sixtus (Laubenzedel)
Die evangelische Pfarrkirche St. Sixtus ist ein Sakralbau im Gunzenhäuser Ortsteil Laubenzedel im mittelfränkischen Landkreis Weißenburg-Gunzenhausen.

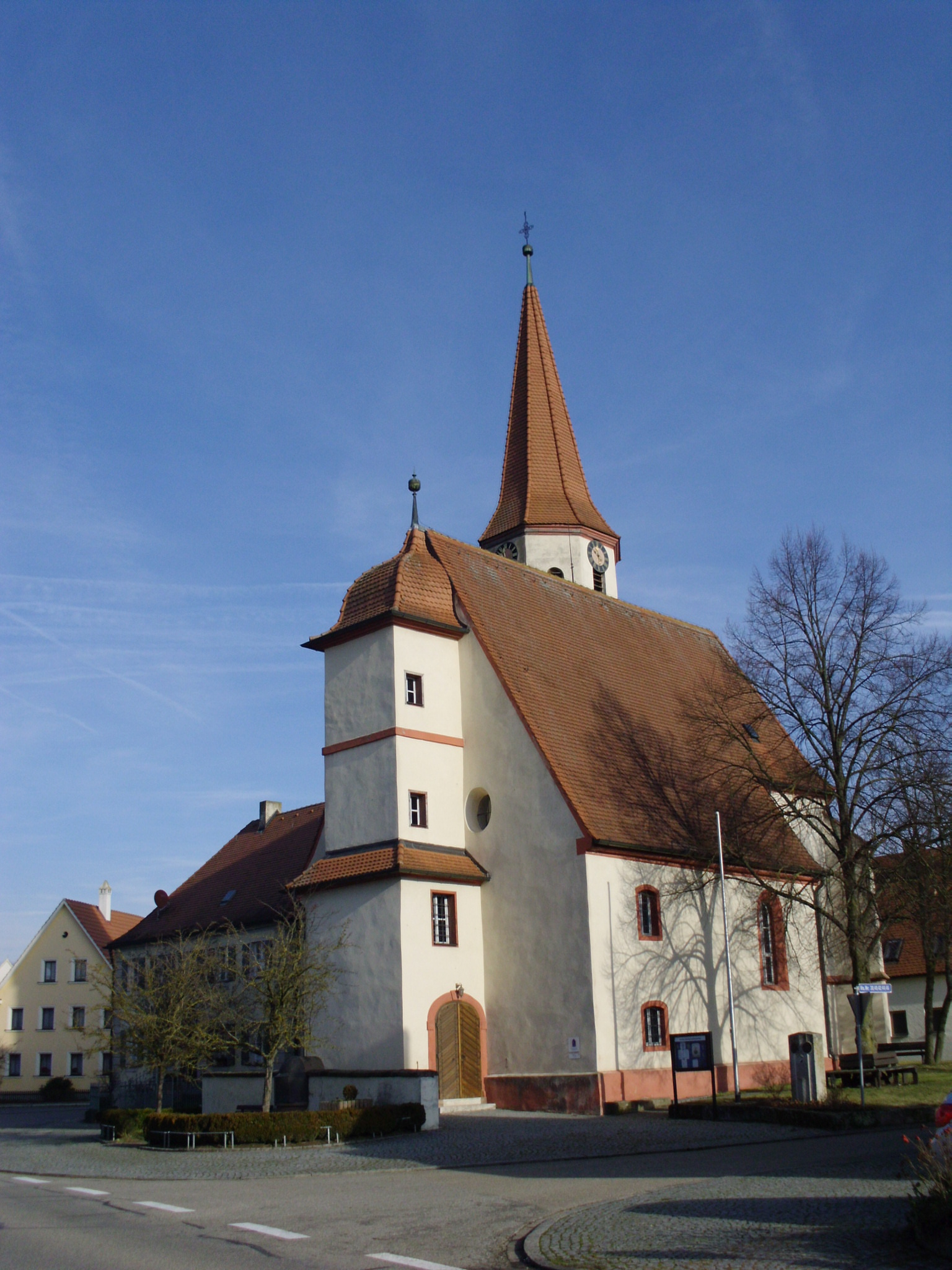
Süd-Westansicht

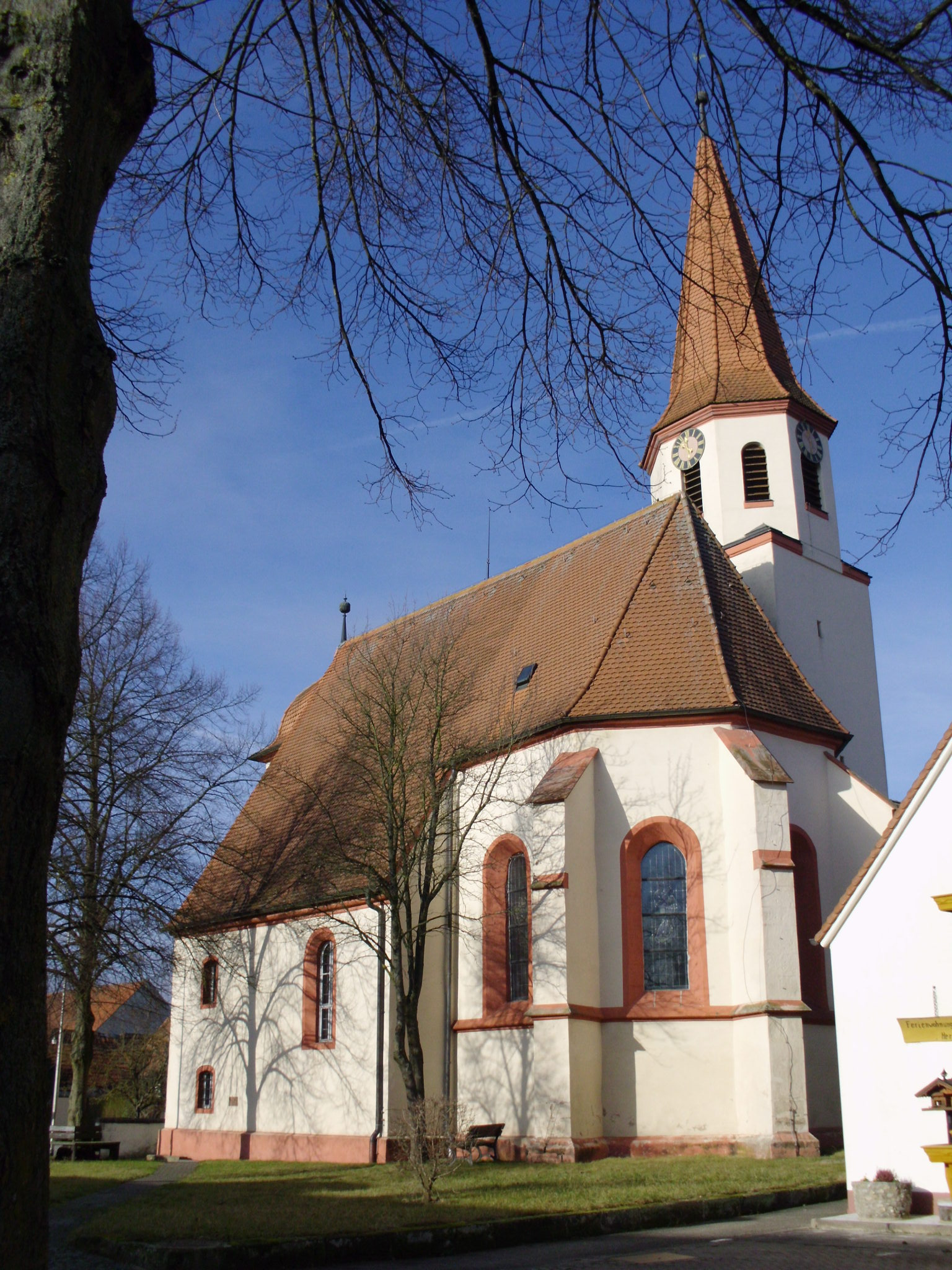
Süd-Ostansicht

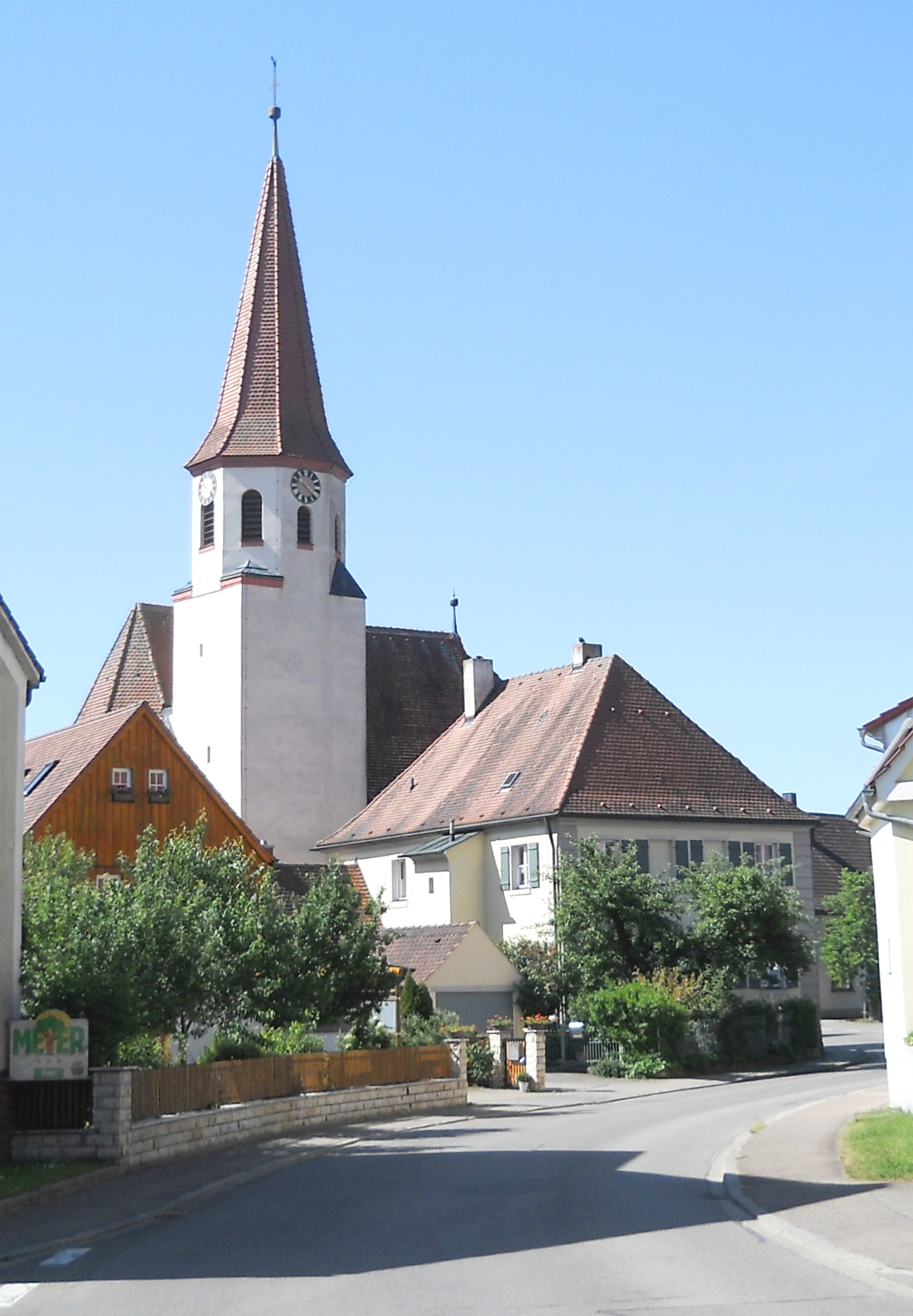
Nordansicht mit Pfarrhaus

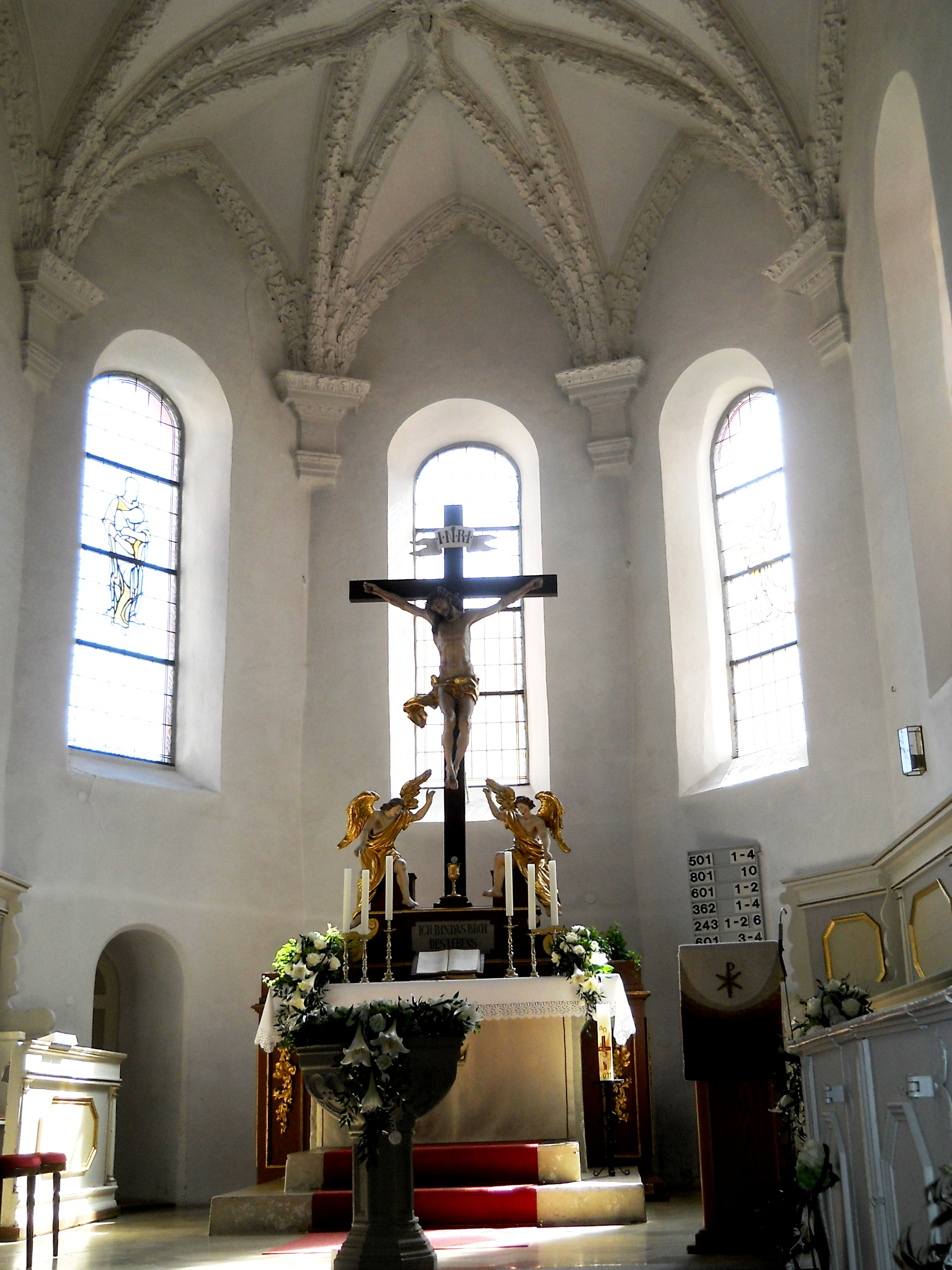
Der Chor im Osten der Kirche

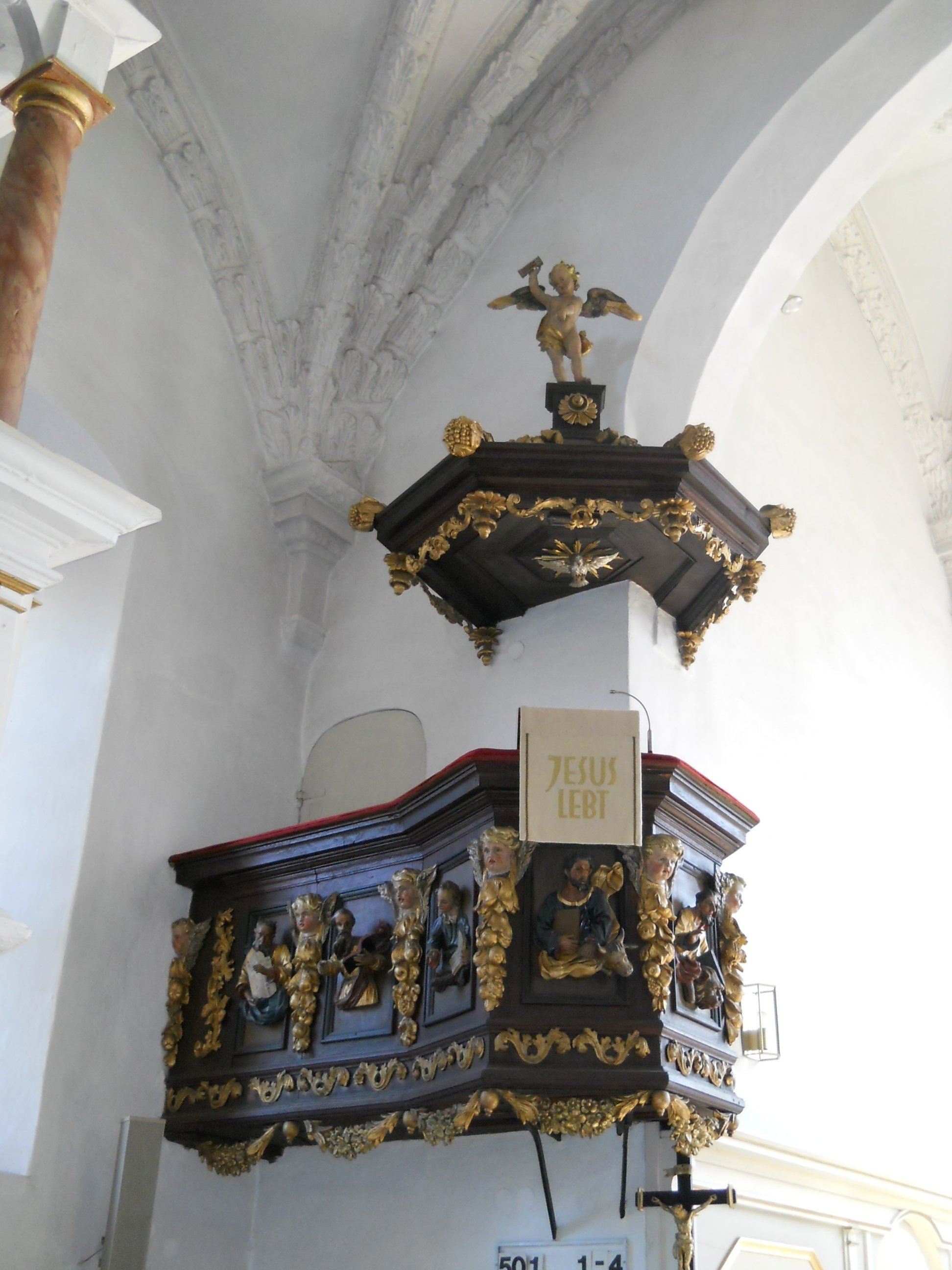
Die Kanzel links am Chorbogen

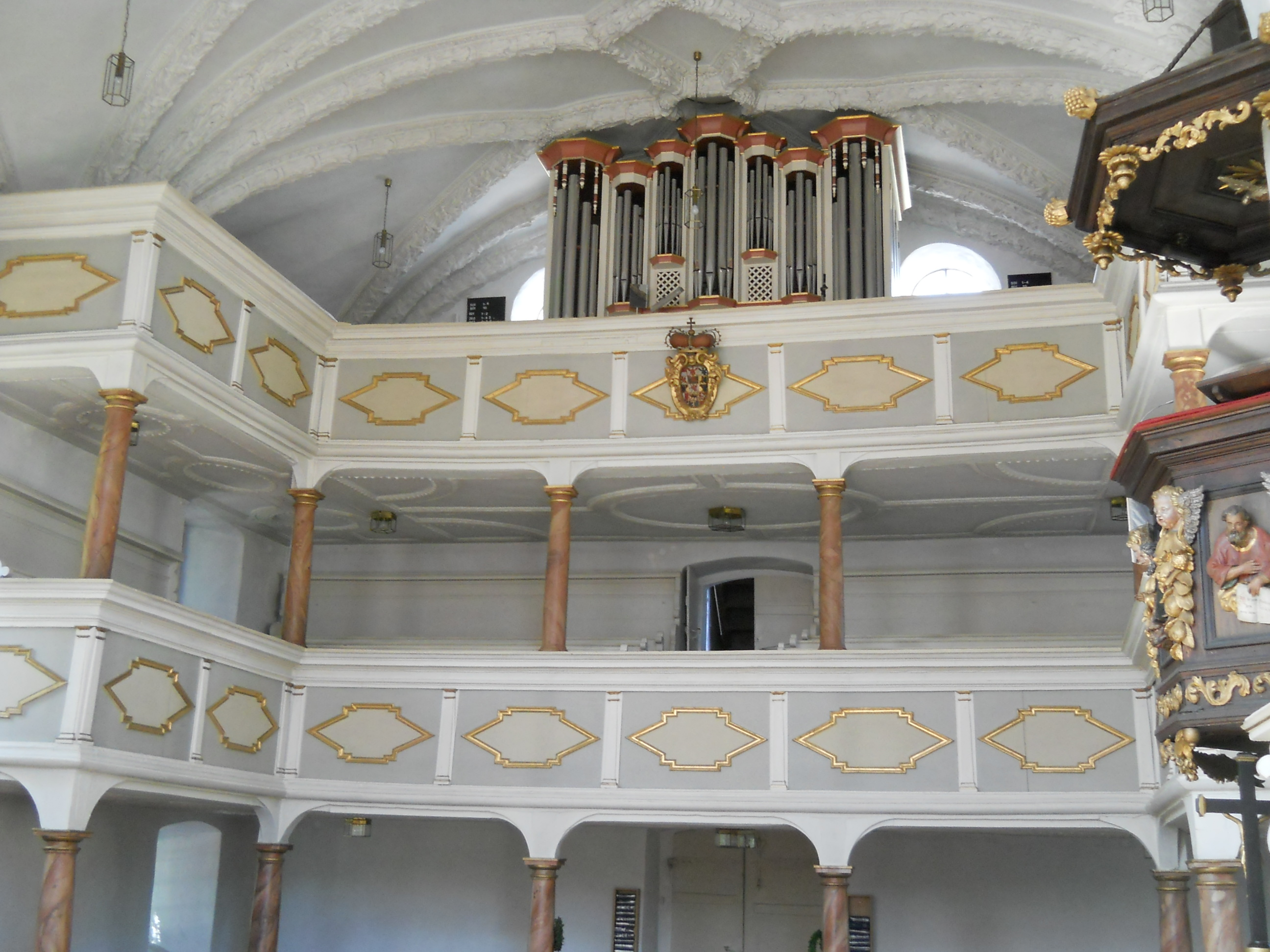
Die Doppelempore im Westen der Kirche

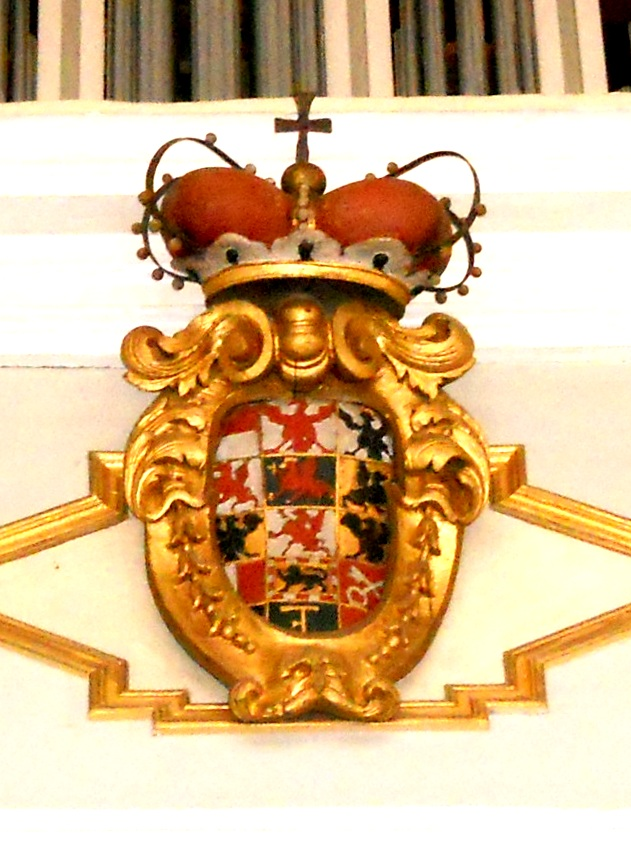
Das Markgrafenwappen an der oberen Empore

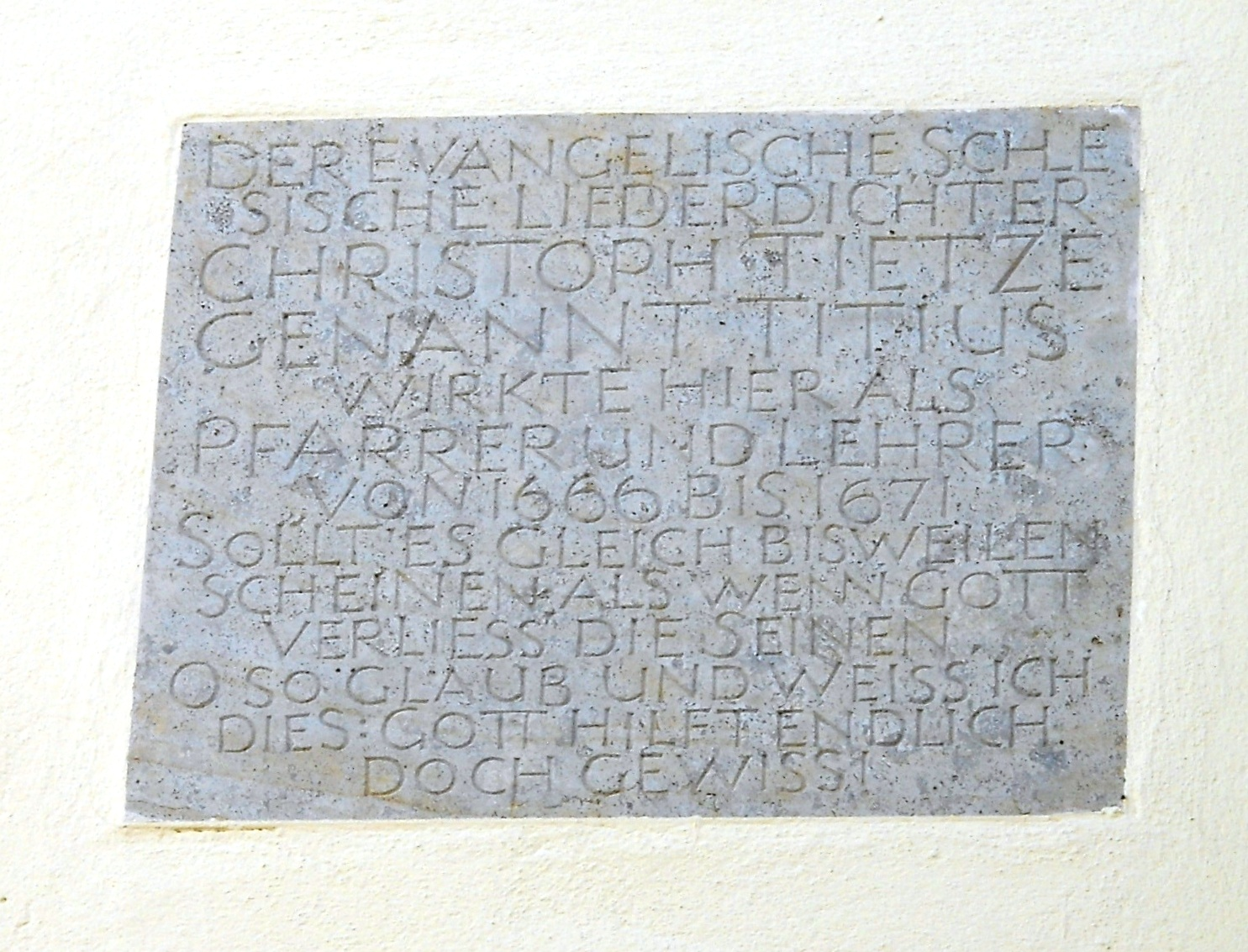
Gedenktafel für Pfarrer Christoph Tietze genannt Titius

## Lage
Die Kirche steht im nordöstlichen Bereich des Ortes.

## Pfarr- und Baugeschichte
1287 besagt eine Urkunde, dass der Dekan von Gunzenhausen auch Laubenzedel betreut. Demnach war der Ort schon früh eine Filiale der Urpfarrei Gunzenhausen. Von einer „parochia Labatzedel“ (= Pfarrei Laubenzedel) ist erstmals in einem Lehenbuch des Klosters Ellwangen von 1364 die Rede, so dass angenommen werden kann, dass es zu dieser Zeit bereits eine Kapelle oder Kirche im Ort gab. 1415 erfolgte der Bau der heutigen Kirche, belegt durch ein plastisch herausgemeißeltes Steinmetzzeichen mit Datum an der südlichen Außenmauer des Langhauses neben dem ursprünglichen Portal. 1532 wurde die Reformation eingeführt und in der Folge die Kirche dem evangelischen Glauben angepasst, insbesondere durch den Einbau von Emporen und die herausragende Stellung des Taufsteins in der Mitte unter dem Chorbogen. Die Seelsorge in Laubenzedel übte nunmehr der Gunzenhäuser Frühmesser, dann der Spitalprediger mit der Amtsbezeichnung „Diakon“ aus. 1565 erfolgte die Erhebung zur selbständigen Pfarrei; das Patronatsrecht lag bei den Herren von Lentersheim in Neuen- und Altenmuhr, die nach dem Aussterben derer von Muhr ab dem 14. Jahrhundert nach und nach deren Besitz in Laubenzedel übernommen hatten.
1632 bis 1640 war die Pfarrei verwaist. Nach dem Dreißigjährigen Krieg, bei dem das Dorf zu circa zwei Dritteln zerstört worden war, stärkten Exulanten aus Oberösterreich die Gemeinde. Von 1666 bis 1671 war Christoph Tietze, genannt Titius, Pfarrer in Laubenzedel; er tat sich als Dichter von über 60 Kirchenliedern hervor und war der letzte Pfarrer, der gleichzeitig Schulmeister von Laubenzedel war. 1670 verkauften die von Lentersheimischen Erbinnen ihre Güter in Laubenzedel an die Markgrafen von Brandenburg-Ansbach, darunter auch die Pfarrgerechtigkeit. Bald darauf, 1678, erhielt die Kirche einen neuen Turm und im Zuge einer Barockisierung 1707–09 einen vom Ansbacher (und späteren Münchner) Hofbildhauer Giuseppe Volpini geschaffenen Altar, von dem heute nur noch das Kreuz vorhanden ist. 1709 wurde auch das im Westen der Kirche stehende Treppentürmchen errichtet. 1711 musste das schadhaft gewordenen Obergeschoss des Turmes neu gemauert werden. Einen eigenen Friedhof erhielt das Dorf 1714. 1731 lieferte der Orgelbauer Krapf aus Ansbach eine Orgel.
1932 wurde im Zuge einer Renovierung eine Sakristei angebaut. Seit 1961/62, als ein neues Schulhaus erbaut wurde, dient das alte Schulhaus als evangelisches Gemeindehaus und als Kindergarten. 1984 kam eine neue Orgel auf die obere Empore, die der Orgelbauer Steinmeyer aus Oettingen gefertigt hatte.
Die Pfarrei wird seit den 1970er Jahren vom Pfarramt in Haundorf betreut.

## Baubeschreibung
Das Gebäude ist südwest-nordöstlich ausgerichtet. Der „lichtdurchflutete“ Chor befindet sich im Osten des Langhauses, der Glockenturm im Norden. Der eingezogene einjochige Chor hinter einem runden Chorbogen hat einen in drei Achteln geschlossenen Abschluss und ein Sternrippengewölbe, wobei die Rippen mit reichem Akanthusstuck der Barockzeit verblendet sind. Auch die Stuckrippen des Tonnengewölbes des Langhauses sind in dieser Art verblendet. Der Kirchenraum hat umlaufende Doppelemporen. Die Fenster, je drei pro Seitenwand, sind seit 1709 rundbogig (vorher spitzbogig). Der Kirchturm ist viergeschossig und hat ein polygonales Obergeschoss mit Spitzhelm. Das Äußere der Kirche wird nicht unwesentlich geprägt von dem viergeschossigen Treppentürmchen mit „hübschem“ Kuppeldach an der Westseite; die oberen zwei Geschosse sind etwas zurückgesetzt. Das rundbogige Kirchenportal ist auf der Südseite dieses Türmchens.

## Ausstattung
- Der 1841 vereinfachte[15] Volpini-Altar (um 1709) zeigt ein überlebensgroßes Kruzifix mit zwei Engeln (von dem Nürnberger Kirchenmaler Franz Wiedl von 1932) und einem Kelch mit Hostie, „filigran gestaltete Schnitzarbeiten“.[16]
- Beiderseits des Altars findet sich ein „dekoratives Chorgestühl.“[11]
- Die links am Chorbogen hängende Kanzel ist ein Werk der Ansbachischen Volpini-Werkstatt (um 1709). Der Corpus und der Zugang zeigen die Evangelisten und Moses und Jesaja als Relieffiguren, dazwischen sind Fruchtgehänge und Engelsköpfe zu sehen.[1] Auf dem Schalldeckel mit Akanthusdekoration steht ein Posaunenengel.
- Die Chorfenster sind mit Glasmalereien von Helmut Münch von 1986/1987 versehen.[17]
- Die hölzernen, von Holzsäulen getragenen Emporen sind gefeldert[18] und verlaufen auf den drei Seiten des Langhauses doppelstöckig; im Westen ist auf der oberen Brüstung das markgräflich-ansbachische Wappen zu sehen.